# Gran muftí de Arabia Saudita

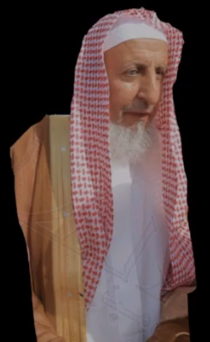
Sheikh Abdul Aziz Al -Wahab

El Gran Muftí de Arabia Saudí es la autoridad religiosa y legal más importante de Arabia Saudí. El titular del cargo es nombrado por el Rey de este país. El Gran Mufti es el jefe del Comité Permanente de Investigación Islámica y Emisión de Fatwas.

## Papel
El gran muftí es la autoridad religiosa más importante del país. Su papel principal es dar opiniones (fatwas) sobre asuntos legales y sobre asuntos sociales. El sistema judicial saudita está fuertemente influenciado por las opiniones del Gran Muftí.

## Historia
Este título fue creado en 1953 por el rey Abdulaziz bin Saúd con la designación de Muhammad ibn Ibrahim Al ash-Sheikh. Por lo general, el título del Gran Muftí ha sido ocupado por miembros de Al-Sheikh (los descendientes de Muhámmad ibn Abd-al-Wahhab) De hecho, sólo ha habido un Gran Muftí de Arabia Saudita que no ha pertenecido a este linaje. En 1969, el rey Fáisal bin Abdulaziz abolió el cargo de Gran Muftí y lo reemplazó por un Ministerio de Justicia. El cargo de Gran Muftí de Arabia Saudí fue restaurado en 1993 con el nombramiento de Abd al-Aziz ibn Baz. El actual muftí Abdul-Aziz ibn Abdullah Al Shaykh fue nombrado en 1999 por el rey Fahd bin Abdulaziz después de la muerte de Abdul Aziz bin Abdullah bin Baz.

## Lista de titulares
- Muhammad ibn Ibrahim Al ash-Sheikh: 1953–1969
- Vacante: 1969–1993
- Abd al-Aziz ibn Baz: 1993–1999
- Abdul-Aziz ibn Abdullah Al Shaykh: 1999–